# Slay-Z
Slay-Z ist das zweite Mixtape von der Rapperin Azealia Banks, welches am 24. März 2016 veröffentlicht wurde. Das Mixtape wurde erst unabhängig von einem Label veröffentlicht und es stand zum kostenlosen Download frei.

## Hintergrund
Das Mixtape ist der Nachfolger vom ersten Mixtape Fantasea, welches 2012 rauskam. Der Song Along The Coast hat einen ähnlichen Style wie die meisten Songs von Fanatasea, während die anderen Songs wie Queen of Clubs einen ganz neuen Style von Banks zeigt. Can't Do It like Me wurde ursprünglich für die amerikanische Sängerin Rihanna komponiert.

## Veröffentlichung
Die erste Single aus dem Album The Big Big Beat wurde am 19. Februar 2016 veröffentlicht, nachdem Banks diese zuvor bei Twitter angekündigt hat. Der Song Used to Being Alone erschien ohne Ankündigung am 1. März 2016, jedoch nicht als Single. 
Slay-Z wurde als kostenloser Download am 24. März zur Verfügung gestellt. Das Video zur Single The Big Big Beat erschien am 26. April 2016 auf Vevo und Youtube und zeigt Banks in Szenen in der Stadt New York.
Am 12. Juli 2017 erschien das Mixtape unter ihrem neu gegründeten Label Chaos & Glory Records und ist seither auch auf den Diensten iTunes und Spotify verfügbar. Zudem wurde die Titelliste um einen Song erweitert. Der Song Crown wurde im Frühjahr 2017 von Banks auf Soundcloud als Promo-Single veröffentlicht.

## Rezensionen
Britt Julious von Pitchwork schrieb, dass das Mixtape nicht so gut wäre wie Broke With Expensive Taste, trotzdem aber ein typisches Banks-Mixtape sei.
Craver Low von HotNewHipHop schrieb, dass Slay-Z der Rap-Musik der 90er Jahre ähnelt. Zudem schrieb er, dass der Song Big Talk mit Rick Ross ein wahrer Ohrwurm sei.

## Titelliste
| #                                         | Titel                      | Autor(en)                                                | Produzent(en)      | Länge |
| ----------------------------------------- | -------------------------- | -------------------------------------------------------- | ------------------ | ----- |
| 1                                         | Riot (feat. Nina Sky)      | Azealia Banks, Nina Sky, Leah Hayes, Slim                | Fame School        | 3:38  |
| 2                                         | Skylar Diggins             | Azealia Banks Slim Telli                                 | Fame School        | 3:17  |
| 3                                         | Big Talk (feat. Rick Ross) | Azealia Banks, Rick Ross, Vyle, DJ Yamez                 | Vyle, DJ Yamez     | 2:44  |
| 4                                         | Can’t Do It like Me        | Azealia Banks, Jonathan Harris, Benga, Coki              | Benga, Coki        | 2:44  |
| 5                                         | The Big Big Beat           | Azealia Banks, Jonathan Harris, Jack Fuller, An Expresso | An Expresso        | 3:36  |
| 6                                         | Used to Being Alone        | Azealia Banks, Jack Fuller, Tony Igy                     | Tony Igy           | 2:39  |
| 7                                         | Queen of Clubs             | Azealia Banks, Jamie Iovine, Slim                        | Jamie Iovine, Slim | 4:29  |
| 8                                         | Along the Coast            | Azealia Banks, Jack Fuller, Kaytranada                   | Kaytranada         | 3:12  |
| Wiederveröffentlichung 2017 (Bonus-Track) |                            |                                                          |                    |       |
| 9                                         | Crown                      | Azealia Banks, Lunice                                    | Lunice             | 3:44  |

Anmerkungen
- Can’t Do It like Me enthält Teile vom Lied Nights von Benga und Coki.
- Used to Being Alone enthält Teile vom Lied Astronomia von Tony Igy.

## Veröffentlichungen
| Land     | Datum         | Format    | Label                    |
| -------- | ------------- | --------- | ------------------------ |
| Weltweit | 24. März 2016 | Streaming | Selbstveröffentlichung   |
| Weltweit | 12. Juli 2017 | Download  | Chaos & Glory Recordings |